# Parum
Parum é um gênero de mariposa pertencente à família Bombycidae.

## Descrição

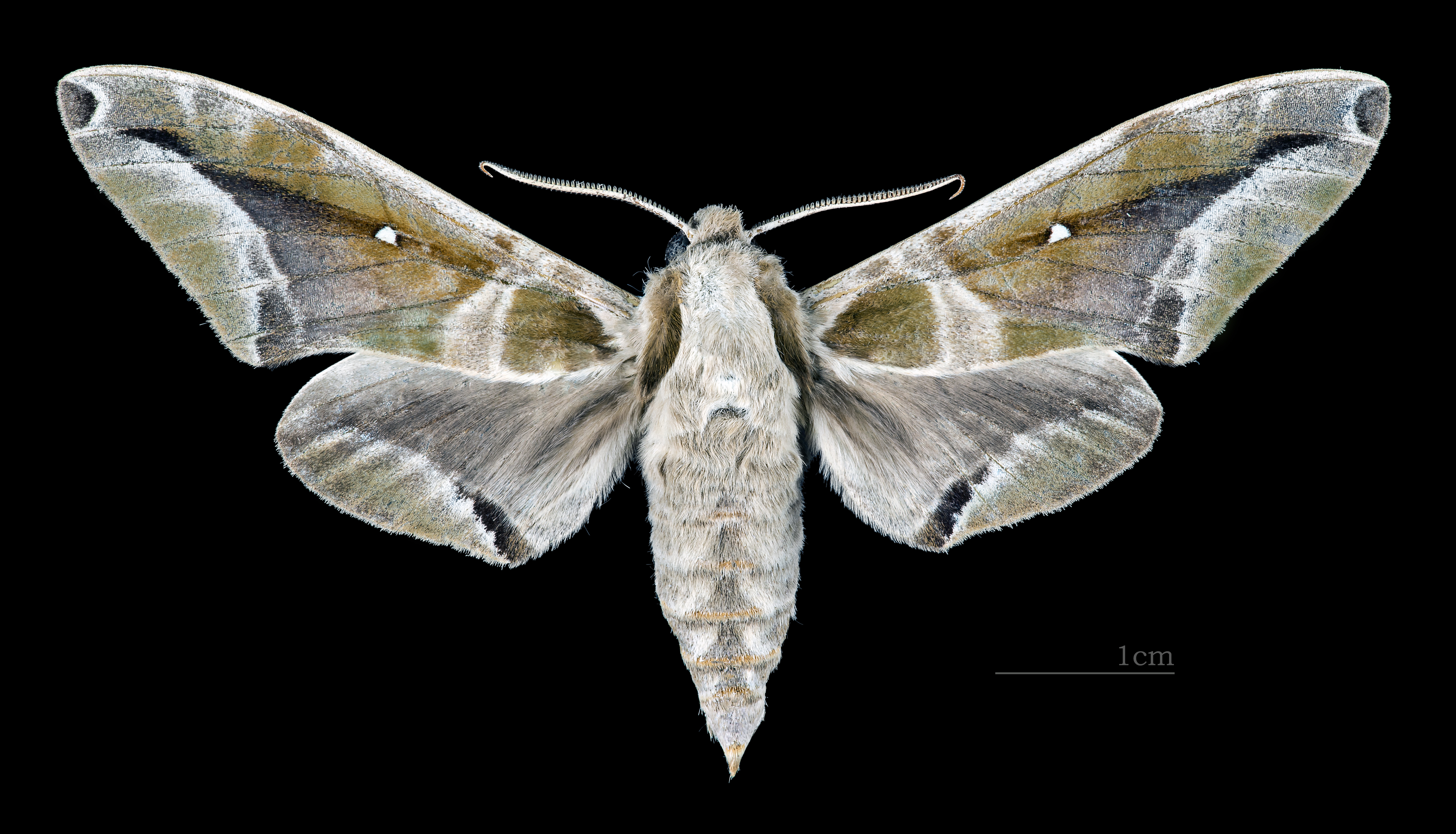
Parum colligata ♂
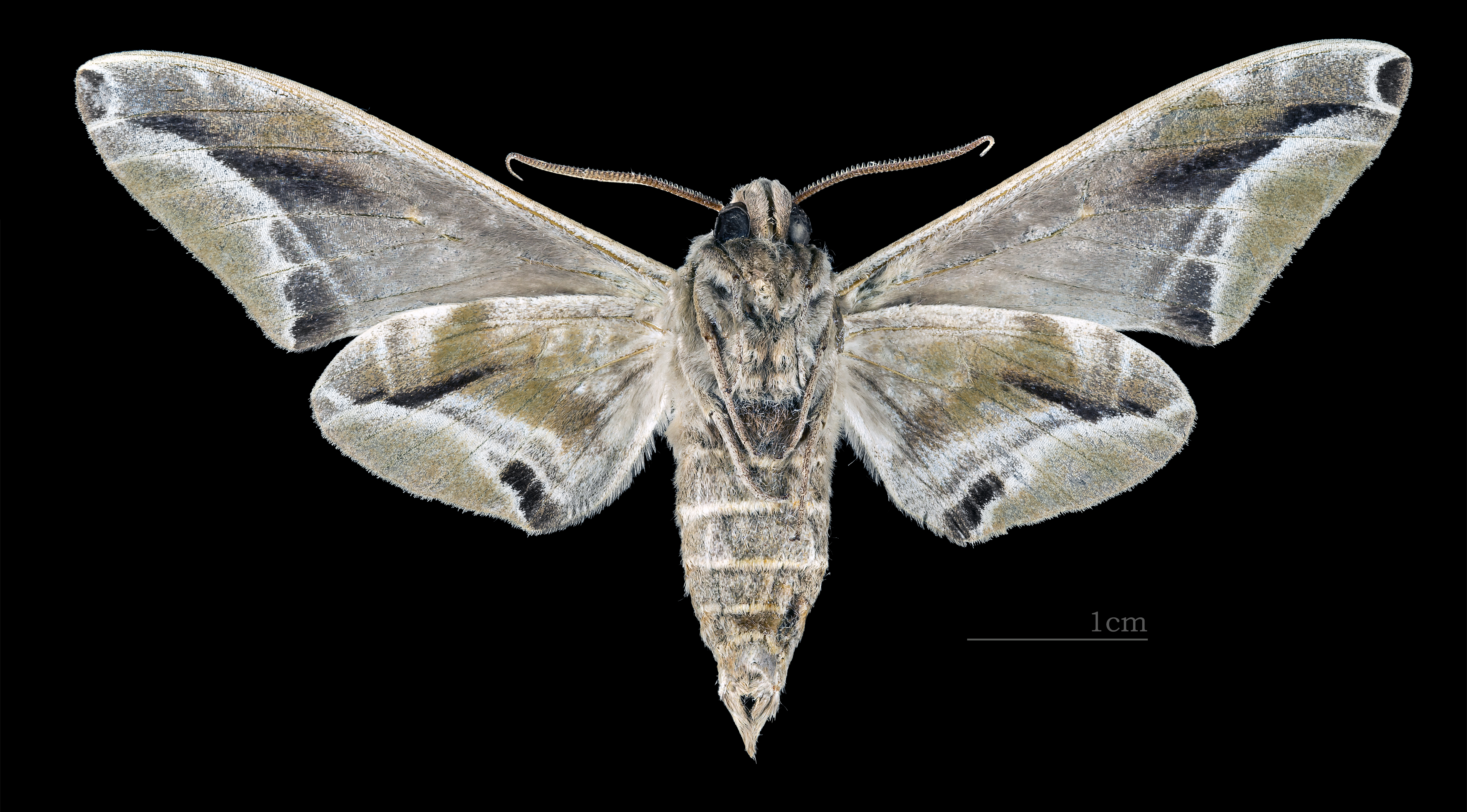
Parum colligata ♂ △
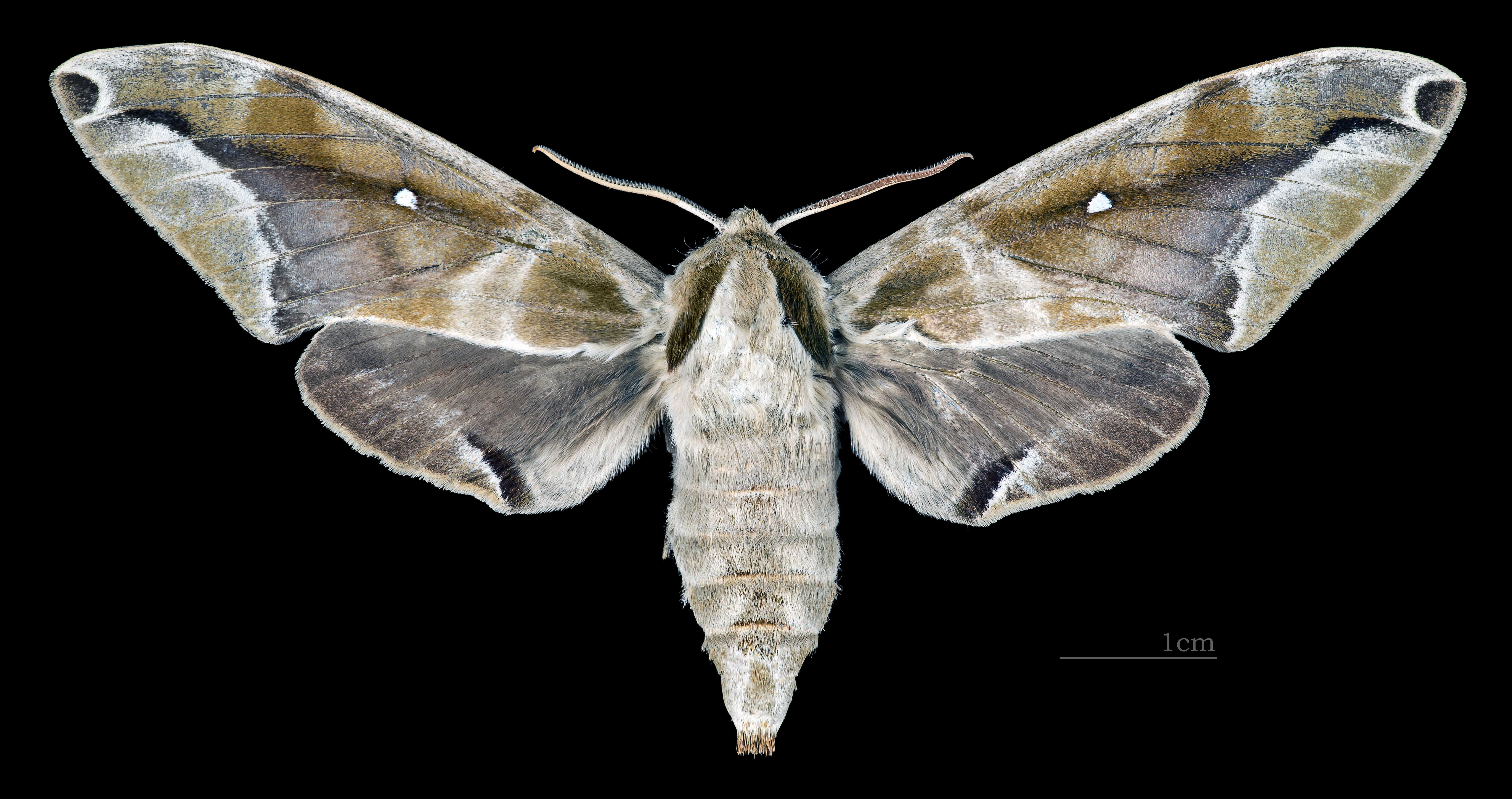
Parum colligata ♀
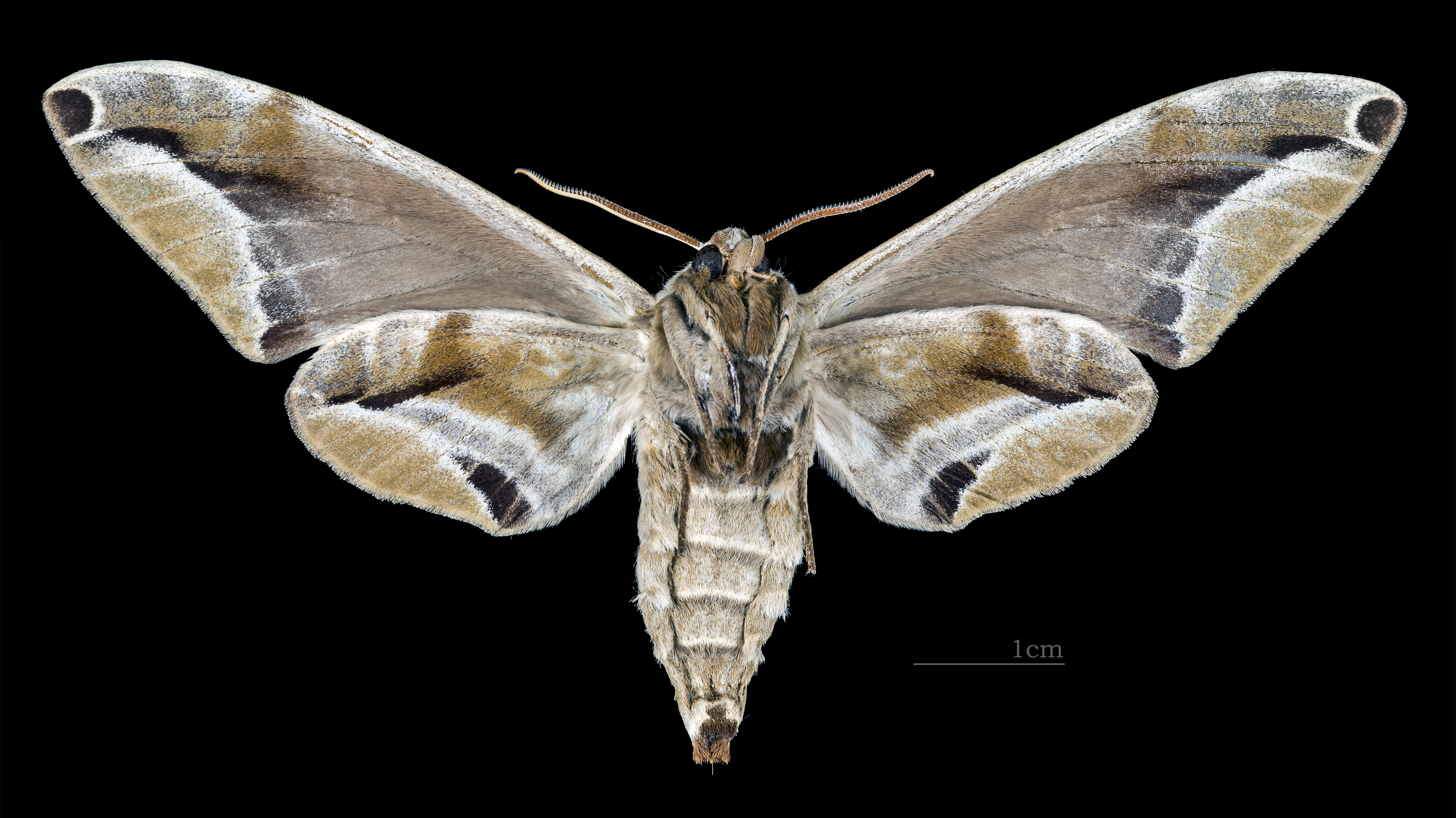
Parum colligata ♀ △